# Baugur Rauðsson
Baugur Rauðsson (Raudhsson, n. 867) fue un vikingo y bóndi de Hålogaland, Noruega. Su historia está relacionada con la colonización de la región de Rangárvallasýsla en Islandia. Aparece como personaje de la saga de Njál, y saga Flóamanna.
Las sagas no citan el nombre de su esposa, pero le imputan la paternidad de cuatro hijos, tres varones y una hembra:
- Gunnar Baugsson (n. 892), quien sería padre de Hamundur Gunnarsson;[5] aparece citado en la saga de Egil Skallagrímson.[6]
- Steinn snjálli (n. 894).
- Eyvindur (n. 896).
- Hildur Baugsdóttir (n. 898)